# مرتندورف (تورینگن)
مرتندورف (به آلمانی: Mertendorf) یک شهر در آلمان است که در تورینگن واقع شده‌است. مرتندورف ۱۵۰ نفر جمعیت دارد.